# 费瑟奈姆
费瑟奈姆（法語：Fessenheim，法語發音：[fɛsənaim] ⓘ）是法国上莱茵省的一个市镇，属于坦恩-盖布维莱尔区。费瑟奈姆核电站建于此地。

## 地名
由于语源问题，该地名“Fessenheim”拼读方式不符合法语正字法，其标准发音为[fɛsənaim]，根据实际发音其应译作“费瑟奈姆”，《世界地名翻译大辞典》与《世界地名译名词典》将其纯按法汉译音表误译作“费斯内姆”。

## 地理
费瑟奈姆（47°54'55"N, 7°32'9"E）面积18.4 平方千米，位于法国大東部大區上莱茵省，该省份为法国东部内陆省份，是阿尔萨斯的一部分，今与下莱茵省组成了阿尔萨斯欧洲集体，其北临下莱茵省，西接孚日省，西南接贝尔福地区省，东侧沿莱茵河与德国相望，南与瑞士接壤。
与费瑟奈姆接壤的市镇（或旧市镇、城区）包括：伊尔茨费尔登、巴尔戈、布洛德尔赛姆、罗格努斯、莱茵河畔诺伊恩堡、莱茵河畔哈尔泰姆、海特尔斯海姆。
费瑟奈姆的时区为UTC+01:00、UTC+02:00（夏令时）。

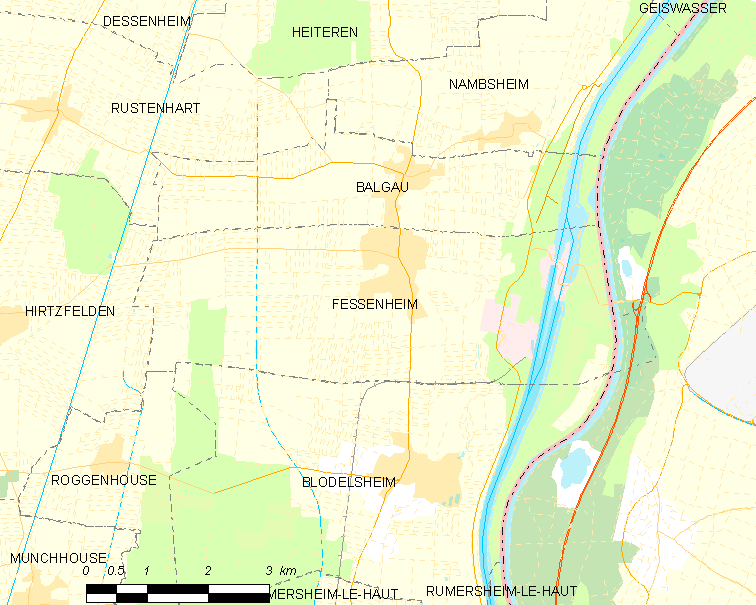
费瑟奈姆的OSM定位图

## 行政
费瑟奈姆的邮政编码为68740，INSEE市镇编码为68091。

## 政治
费瑟奈姆所属的省级选区为恩西赛姆县。

## 人口

1962-2008年间费瑟奈姆人口变化图示

费瑟奈姆于2022年1月1日时的人口数量为2335人。